# Diocesi di Gerpiniana
La diocesi di Gerpiniana (in latino Dioecesis Hierpinianensis) è una sede soppressa e sede titolare della Chiesa cattolica.

## Storia
Gerpiniana, nell'odierna Tunisia, è un'antica sede episcopale della provincia romana di Bizacena.
Sono tre i vescovi documentati di questa diocesi africana. Alla conferenza di Cartagine del 411, che vide riuniti assieme i vescovi cattolici e donatisti dell'Africa romana, presero parte il cattolico Barbaro e il donatista Mecopio. Felice intervenne al sinodo riunito a Cartagine dal re vandalo Unerico nel 484, in seguito al quale venne esiliato.
Dal 1933 Gerpiniana è annoverata tra le sedi vescovili titolari della Chiesa cattolica; dal 5 giugno 2012 il vescovo titolare è Florian Wörner, vescovo ausiliare di Augusta.

## Cronotassi

### Vescovi
- Barbaro † (menzionato nel 411)
  - Mecopio † (menzionato nel 411) (vescovo donatista)
- Felice † (menzionato nel 484)

### Vescovi titolari
- Leone Giacomo Ossola, O.F.M.Cap. † (12 giugno 1951 - 17 ottobre 1951 deceduto)
- Adolph Alexander Noser, S.V.D. † (8 gennaio 1953 - 15 novembre 1966 nominato arcivescovo di Madang)
- Antonio Poma † (16 luglio 1967 - 12 febbraio 1968 succeduto arcivescovo di Bologna)
- Santos Moro Briz † (19 ottobre 1968 - 11 dicembre 1970 dimesso)
- Constantino Amstalden † (11 marzo 1971 - 19 settembre 1986 succeduto vescovo di São Carlos)
- Jean-Georges Deledicque † (19 giugno 1987 - 25 agosto 1997 deceduto)
- José Francisco Sanches Alves (7 marzo 1998 - 22 aprile 2004 nominato vescovo di Portalegre-Castelo Branco)
- Severino Batista de França, O.F.M.Cap. (4 agosto 2004 - 7 marzo 2007 nominato vescovo di Nazaré)
- Paul Lortie (7 aprile 2009 - 2 febbraio 2012 nominato vescovo di Mont-Laurier)
- Florian Wörner, dal 5 giugno 2012